# 馬賽圍城戰 (413年)
413年的馬賽圍城戰，指的是西哥德人對西羅馬帝國納磅高盧行省下的馬賽所發起的圍攻。戰場位於南高盧地區，當時西哥德國王阿陶爾夫已攻克土魯斯及納磅，並對馬賽發起陸上圍攻。當地守軍是由能幹的羅馬將領玻利法努斯率領，最終阿陶爾夫圍攻失敗，隨後與羅馬皇帝霍諾留達成和平協議，並和霍諾留的妹妹加拉·普拉西提阿結婚。爾後，阿陶爾夫被派去為西羅馬帝國收復西班牙。

## 來源
- Jaques, Tony. . Greenwood Publishing Group. 2007. ISBN 978-0313335389.